# هنري ساتشيفريل
كان هنري ساتشيفريل (8 فبراير 1674-5 يونيو 1724) أحد رجال الدين الإنجليكانيين في الكنيسة الإنجليزية العليا الذي حقق شهرة على مستوى البلاد في عام 1709 بعد أن ألقى خطبة تحريضية في 5 نوفمبر. عُزِل لاحقًا من قبل مجلس العموم وأُدين، ولكن عقوبته الخفيفة اعتُبِرت بمثابة تبرئة وأصبح شخصية مشهورة في البلاد، مما ساهم في انتصار حزب المحافظين الساحق في الانتخابات العامة لعام 1710.

## التقدم
تحول تيار الرأي العام لصالح ساتشيفريل، ورأى الناس أن عقوبته الخفيفة هي خلاص لكنيسة إنجلترا بأكملها. أصبح ساتشيفريل «مخلِّص الكنيسة وشهيد الأمة البطل». احتفلت جميع الشوارع الرئيسية تقريبًا في وستمنستر وغرب لندن بإشعال النيران، والنوافذ المضيئة والخبز المحمص في الفترة بين 21 و23 مارس لساتشيفريل والملكة، واصطحبت تلك الاحتفالات بدق أجراس الكنائس. كان لا بد من استدعاء العصابات المدربة بسبب الاضطرابات المتزايدة، إذ لم تنته أعمال الشغب الجديدة في ساوثورك إلا بعد 30 مارس. كانت هناك احتفالات في جميع أنحاء البلاد لدعم ساتشيفريل، وذلك مع استمرار إشعال النيران وإضاءة النوافذ ودق أجراس الكنائس. ذهب ساتشيفريل لشكر أقرانه الذين صوتوا له، والذين كانوا ما يزالون في لندن، «واحتفل به الجماهير مثل المقاتل الحائز على جائزة».
عرض روبرت لويد، مالك أراض محلي ثم عضو في مجلس شروبشاير، وهو أحد طلاب ساتشيفريل السابقين في جامعة كامبريدج، عليه العيش في شروبشاير في 26 يونيو 1719 بصفته كاهنًا لسيلاتين بالقرب من أوسويستري، وذلك على الرغم من إيقافه عن الوعظ. عاش ساتشيفريل هناك حتى عام 1713.
سافر ساتشيفريل إلى سيلاتين في يونيو في حالة وصفها هولمز بأنها «أهم تطور غير عادي على الإطلاق على المستوى الفردي في بريطانيا». كتب ريتشارد ستيل أن «الغضب الفوضوي كان عاليًا لدرجة أن ازدياد مكانة هاري (هنري) ساتشيفريل وضحكة جاك هوغينز انتشرا عبر إنجلترا في انتصار أكبر من أي انتصار عسكري». غادر ساتشيفريل لندن في 15 يونيو متوجهًا إلى أكسفورد مع موكب مكون من 66 فارسًا، وزاد العدد إلى 300 بحلول الوقت الذي وصل فيه إلى أوكسبريدج، مع انضمام المئات الآخرين عند مروره عبر بيكنسفيلد وهاي ويكام وويكام الغربية. رحب اللورد أبينغدون، وعضو مجلس النواب توماس روني، والنبلاء، ورؤساء المجالس، والمراقبون، ومعظم زملاء أكسفورد وغيرهم بساتشيفريل في جامعة أكسفورد عندما وصل إلى ويتلي بالقرب من أكسفورد. 
مكث ساتشيفريل في الكلية المجدلية لمدة أسبوعين قبل مغادرته أكسفورد في 1 يونيو، واستغرق أكثر من أربعة أسابيع للوصول إلى سيلاتين (مرورًا بأوكسفوردشير، ووروكشير، وستافوردشير، وتشيشير، ودنبيشير، وفلينشير)، وأقل من ثلاثة أسابيع فقط للعودة إلى أكسفورد (مرورًا بشروبشير، ورشسترشير، وغلوسترشير، وأوكسفوردشير). شمل ذلك اثنتي عشرة مدينة، وكُرِّم بعشر حفلات استقبال مدنية، وتلقى خمسين عزيمة عشاء واسعة، والعديد من عزائم العشاء الفخمة، بما في ذلك ما لا يقل عن 22 عشاء خاص. كان من بين مضيفيهم اللورد دينبي في نيونهام بادوكس، واللورد لي في دير ستونيلي، واللورد ويلوبي دي بروك، واللورد كيلموري، واللورد فوليوت، وويليام بروملي في باغينتون، والسير ويليام بوغتون في لوفورد بارك، والسير إدوارد كوب، والسير إدوارد أستون، والسير تشارلز هولت في أستون.
قضى ساتشيفريل والوفد المرافق له سبع ليالٍ فقط في نزل محلية بعد وضع ملاك الأراضي من حزب المحافظين منازلهم تحت تصرفه. أمضى عشرة أيام مع اللورد كرافن في دير كومب، ثم ذهب إلى قصر نيو هال مانور الذي يملكه قريبه جورج ساتشيفريل. أقام مع ريتشارد ديوت، والسير إدوارد باغوت في قصر بليفيلد هول، وأسقف تشيستر (السير ويليام داوز، البارونيت الثالث)، وجورج شاكلري في كروسفورد، والسير ريتشارد ميدلتون في قلعة تشيرك، وروجر أوين في قصر كوندوفر هول، ووايتمور أكتون، واللورد كيلموري، وبيركيرلي غرين في قصر كوثريدج كورت والسير جون والتر في سارسدن. تكفلت طبقة النبلاء ورجال الدين المحليين في كل قصر أو منزل مكث فيه، وحضرت الجموع لرؤيته. رحب به 5000 شخص في كوفنتري، واستقبله 300-500 حصان في برمنغهام و3000-4000 من المشاة. استقبله بين 5000 و7000 شخص في شروزبري برئاسة كتيبة ضخمة من النبلاء واليومن، ودقت أجراس الكنيسة من الخامسة صباحًا حتى الحادية عشرة ليلًا. رحب به 64 رجل دين و3500 حصان 3000 من المشاة في بريدجنورث. عاد ساتشيفريل إلى أكسفورد في 19 يوليو.
أُرسِل إلى الملكة بحلول 8 أغسطس، وهو تاريخ إقالة غودلفين، خطابات 97 شخص من المحافظين مصاغة بلغة الكنيسة الإنجيلية العليا. كتب أسقف ورسستر ويليام لويد في 30 يونيو عن «الخطر الكبير الذي نتحمله بسبب الوعظ والممارسات المضطربة لرجل وقح يحتفل الآن في انتصار على وسط إنجلترا؛ ويحفز الناس في كل مكان على مخاطبة صاحبة الجلالة من أجل برلمان جديد. الخطر كبير لدرجة أنني لا أستطيع إلا أن أرتجف من التفكير في الأمر فيما إذا كان على جلالة الملكة حل البرلمان الحالي وتغيير وزارتها، وهو الشيء الذي تحركه الخطابات». جرت الانتخابات العامة التي وقعت في أكتوبر 1710 من قبل رجال الدين والنبلاء من حزب المحافظين الأنجليكانيين على نفس المنصة التي وقف عليها ساتشيفريل قبل سبعة أشهر. حقق المرشحان الفائزان من حزب المحافظين في كورنوال، جون تريفانيون وجورج غرانفيل، الفوز على خلفية الهتاف الذي يقول: «تريفانيون وغرانفيل، جرس الملكة والكنيسة وساتشفيريل». أُعيد انتخاب عشرة فقط ممن أشرفوا على ملاحقة ساتشيفريل القضائية، ووزع المحافظون قوائم تقسيم لأولئك الذين صوتوا لصالح أو ضد ساتشيفريل. كان تأثيره واسع الانتشار، إذ ارتبط بسلامة الكنيسة وعلى شفاه جماهير الانتخابات، وكانت صورته هي الشعار المفضل لدى المحافظين. كانت الانتخابات انتصارًا شخصيًا لساتشيفريل بالإضافة إلى فوز ساحق لحزب المحافظين، وذلك مع رد الفعل المناهض لليمين الذي لوحِظ بشكل خاص في المقاطعات التي مر فيها ساتشيفريل أثناء تقدمه.